# کاخ لودویگسبورگ
کاخ لودویگسبورگ (آلمانی: Residenzschloss Ludwigsburg) که به کاخ ورسای شوابن نیز شناخته می‌شود مجموعهٔ ۱۸ ساختمان است با ۴۵۲ اتاق، به‌علاوه باغ‌هایی که دور کاخ قرار دارد. ساختمان کاخ، چهار بال در چهار جهت جغرافیایی دارد؛ بال شمالی که کهن‌ترین آنهاست، زیستگاه دوک وورتمبرگ بوده است. این کاخ با ۳۲ هکتار مساحت، بزرگترین کاخ‌ آلمان است.

## نگارخانه

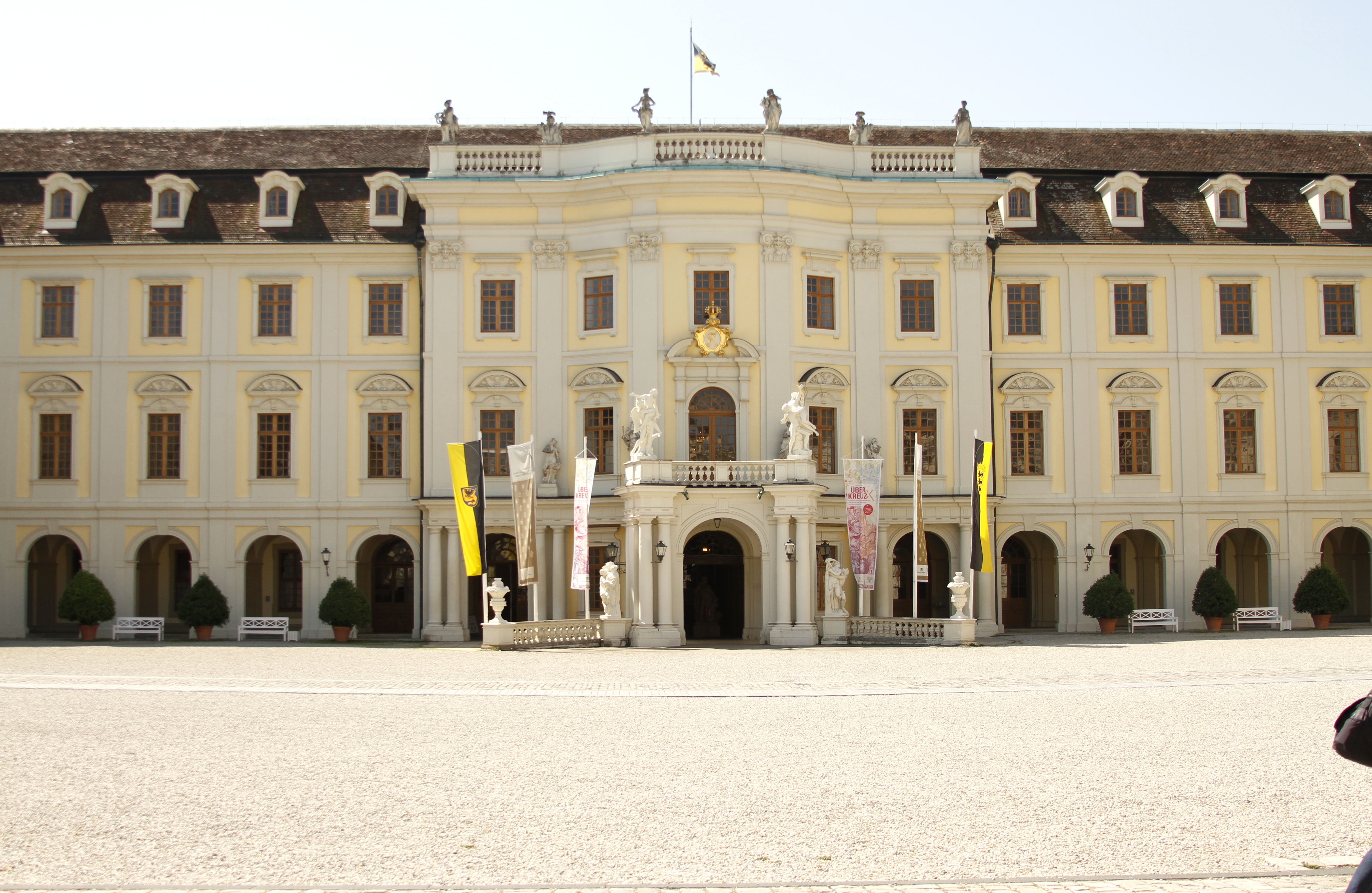
محل لشکر در هاپت‌باو جدید که از حیاط دیده می‌شود

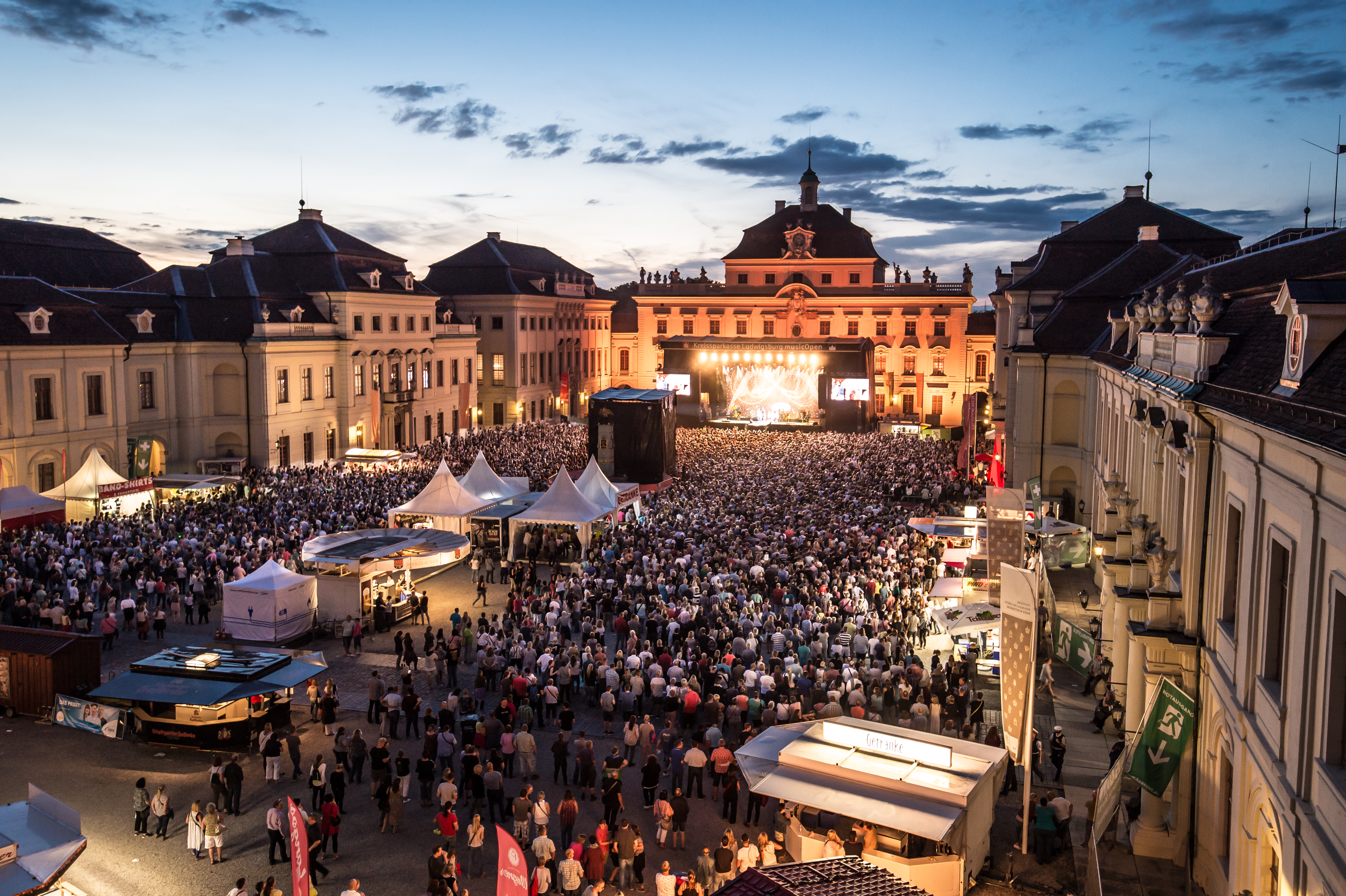
درحال اجرای زنده کنسرت تنفگدار.

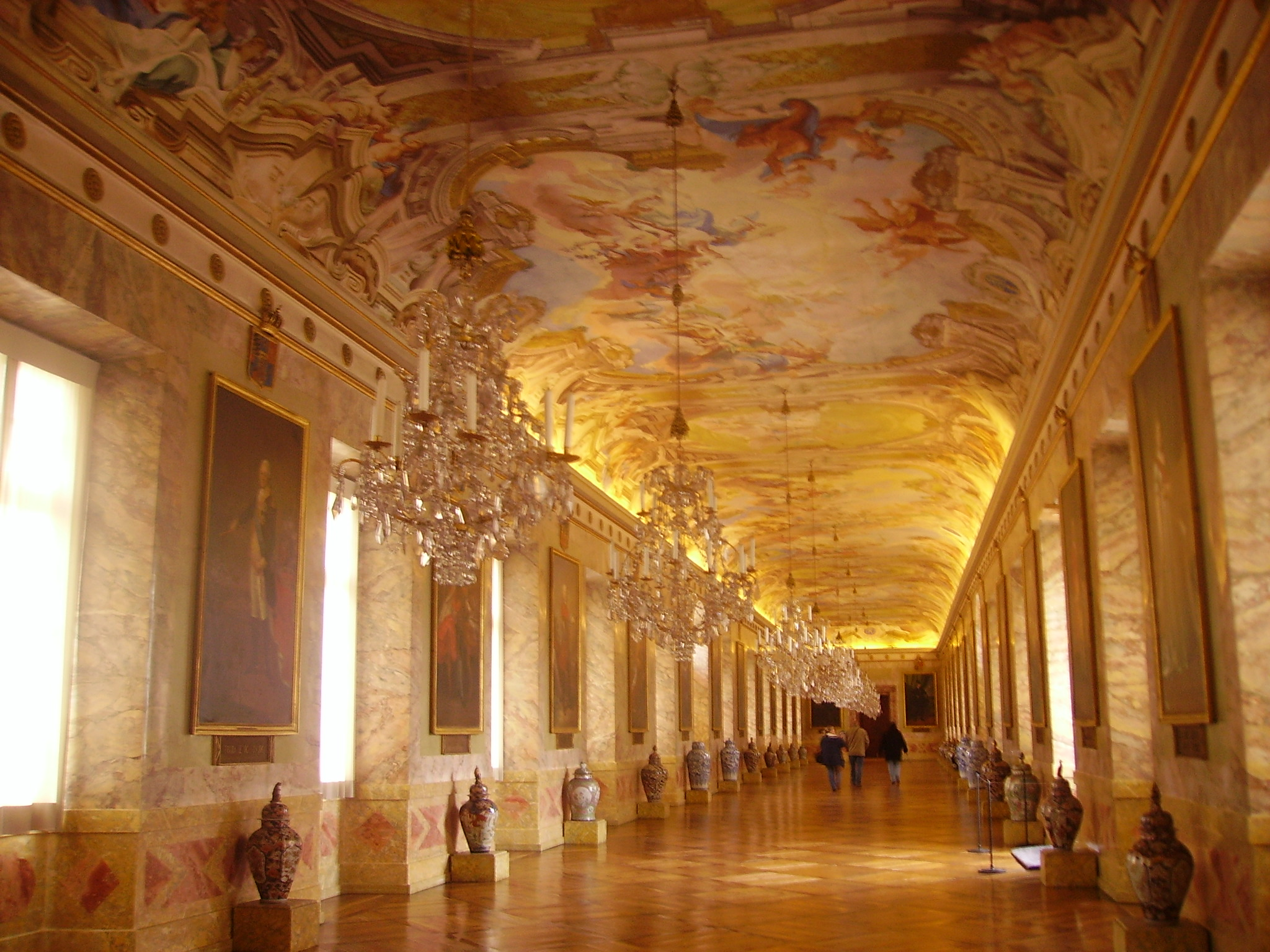
سرسرا در هابت‌باو جدید

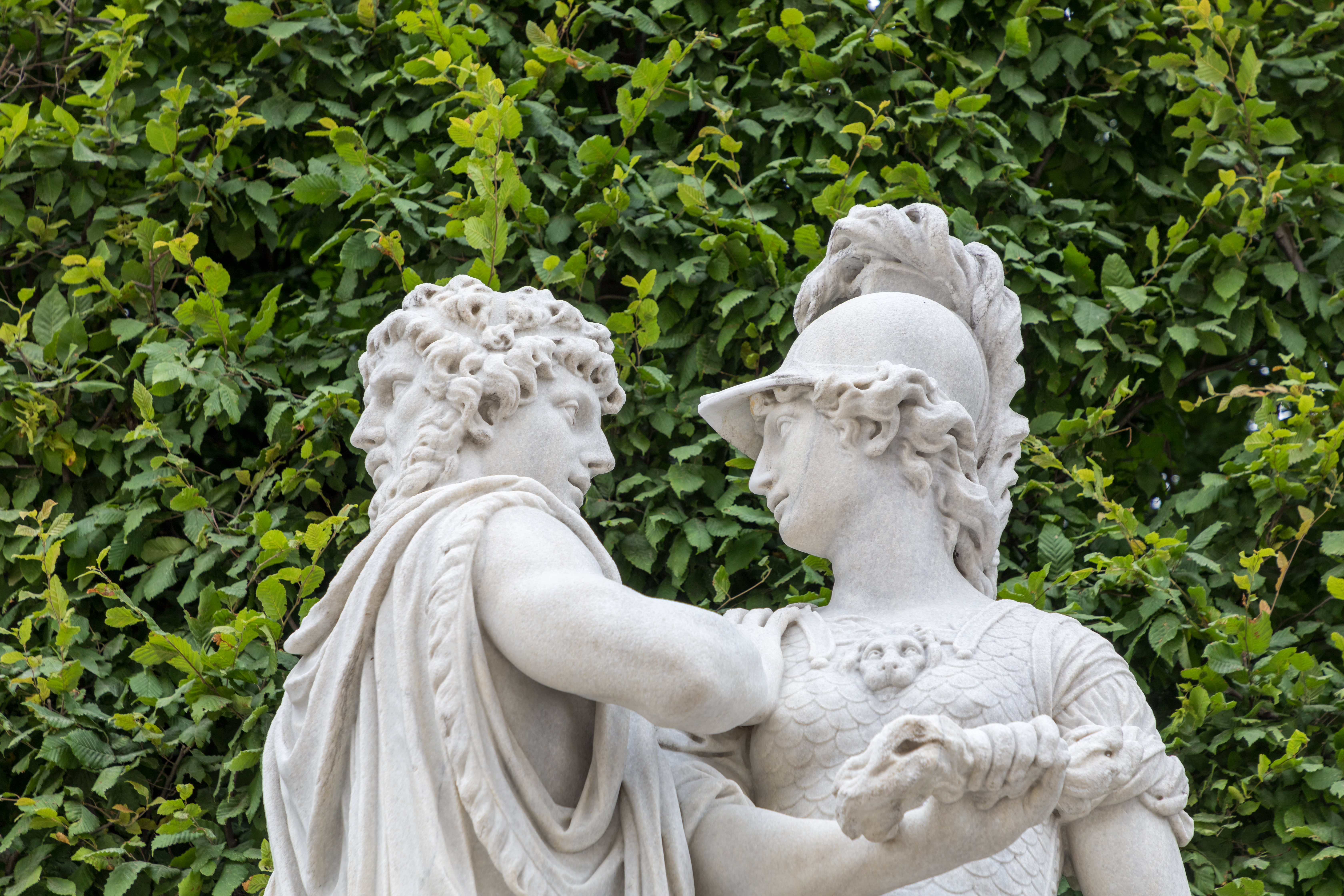
نگاره‌ای از تندیس‌های مرمرین باغ کاخ لودویگزبورگ.

- قصر مسکونی
- باغ جنوبی
- باغ شمالی
- باغ شرقی پایین
- باغ شرقی بالا
- باغ داستان پری